# Paul Frank Industries
Pour les articles homonymes, voir Frank.
Paul Frank Industries est une entreprise américaine (son siège se trouve dans le comté d'Orange en Californie). Elle a été fondée en 1995 par Paul Frank et Ryan Hauser. Elle utilise comme symbole un singe nommé Julius. 
Paul Frank Industries commercialise des accessoires, des vêtements, des lunettes, des montres dans 41 pays. Elle dispose de magasins en Californie du Sud (San Francisco), à New York, Dallas, Chicago ou encore Londres, Amsterdam, Berlin, Athènes, Séoul, Bangkok et au Japon.
Depuis sa création, l'entreprise a vendu pour 100 millions de dollars de vêtements et accessoires (octobre 2006) .